# Abelag Aviation
Abelag Aviation ist eine belgische Fluggesellschaft mit Sitz in Brüssel und Basis auf dem Flughafen Brüssel-Zaventem. Sie ist Teil der Luxaviation.

## Unternehmen
Abelag Aviation wurde im Jahr 1969 gegründet. Sie führt Charter-, Ambulanz- und Geschäftsflüge durch.

## Flotte

### Aktuelle Flotte
Mit Stand März 2023 besteht die Flotte der Abelag Aviation aus 29 Flugzeugen:
| Flugzeugtyp                  | Anzahl | bestellt | Anmerkungen | Sitzplätze |
| ---------------------------- | ------ | -------- | ----------- | ---------- |
| Airbus A330-243              | 1      |          |             |            |
| Boeing 747-87UF              | 1      |          |             | Cargo      |
| Bombardier Challenger 350    | 1      |          |             | 9          |
| Bombardier Global 5500       | 1      |          |             | 16         |
| Cessna 525A CitationJet CJ1  | 1      |          |             | 7          |
| Cessna 525A CitationJet CJ2+ | 1      |          |             | 9          |
| Cessna 525B CitationJet CJ3  | 1      |          |             | 9          |
| Cessna 525C Citation CJ4     | 4      |          |             | 10         |
| Cessna 560XL Citation Excel  | 2      |          |             | 9          |
| Cessna 560XL Citation XLS    | 1      |          |             | 9          |
| Dassault Falcon 2000EX       | 2      |          |             | 10         |
| Dassault Falcon 2000EX EASy  | 1      |          |             | 10         |
| Dassault Falcon 2000LX       | 1      |          |             | 10         |
| Dassault Falcon 7X           | 5      |          |             | 12–16      |
| Dassault Falcon 8X           | 3      |          |             | 12–16      |
| Dassault Falcon 900EX EASy   | 1      |          |             | 19         |
| Dassault Falcon 900LX        | 2      |          |             | 19         |
| Gesamt                       | 29     | –        |             |            |

### Ehemalige Flugzeugtypen
- Learjet 45